# R
A letra R (érre) é a décima oitava letra do alfabeto latino.

## História
Durante um longo período de tempo o "R" foi escrito "P" como no alfabeto cirílico.
O seu nome no alfabeto fenício era "rech". Seu significado era o de uma cabeça, representada pela adaptação do hieróglifo egípcio de uma cabeça. Transformou-se no "rô" dos gregos. Os romanos modificaram o rô acrescentando um pequeno traço para diferenciá-lo do no nosso P.

## Fonética e códigos
O R (érre) é uma letra que pode representar diversos fonemas semelhantes usados em diferentes línguas. Em português possui de dois a três fonemas de acordo com o dialeto, sendo eles o R brando, representando o ɾ, que é o R intervocálico e em dígrafos, como em marítimo e prato; o R forte, podendo representar de acordo com o sotaque o ʁ, χ, x, h e r, que é o R inicial não precedido por vogal, como em rato, carro e honra; e também tem o R em finais silábicos, que no dialeto caipira e em alguns sotaques do dialeto paulistano pode representar um ɹ, no dialeto paulistano e gaúcho, assim como também no português europeu e em outros países, o R em finais silábicos é o mesmo que o do R brando, enquanto no maior parte do português brasileiro, com exceção dos dialetos citados anteriormente, o R em finais silábicos é o mesmo que o do R forte, exceto quando precedendo uma vogal, como em por acaso.

## Significados
- R é uma linguagem de programação.
- {\displaystyle \mathbb {R} } designa o conjunto dos números reais.